# Hephaestus raymondi
Hephaestus raymondi és una espècie de peix pertanyent a la família dels terapòntids.

## Descripció
- Pot arribar a fer 25 cm de llargària màxima.
- 12 espines i 14 radis tous a l'aleta dorsal i 3 espines i 10-11 radis tous a l'anal.[5][6]

## Hàbitat
És un peix d'aigua dolça, demersal i de clima tropical (8°S-10°S).

## Distribució geogràfica
Es troba a Papua Nova Guinea: el riu Morehead.

## Observacions
És inofensiu per als humans.